# HiHD
HiHD 是公共電視文化事業基金會曾經的一個電視頻道
公共電視與台灣政府為了推廣高畫質電視頻道，而首個啟用的高畫質無線電視頻道

## 頻道歷史
2008年5月15日，HiHD開始試播。HiHD是依據臺灣第二代地面無線數位電視規格，採用H.264/MPEG-4 AVC High Profile @ Level 4壓縮格式進行影像壓縮，採用AAC壓縮技術進行音訊壓縮，透過UHF頻段地面波播送1920×1080i 59.94Hz格式的DVB-T節目。HiHD向行政院申請新臺幣18億元，預定試播2年，至2010年5月截止。
2008年5月15日睌上八點起開始試播，第一個播出的節目為連續劇《美味關係》。
2009年3月27日，HiHD開始發射傳送電子節目表（EPG），使所有可錄影之HD機上盒功能倍加完善。
2012年7月18日，國家通訊傳播委員會（NCC）第494次委員會議決議正式通過「公共電視高畫質頻道（CH30）正式營運執照申請案」。
2012年7月24日正式開播，節目內容則以外國電影、戲曲、文化藝術和體育賽事等為主。
2012年8月31日，HiHD改名為公視HD台（今小公視）。因此 HiHD 時期也正式結束

## 頻道特色
頻道名稱為「HiHD」，「Hi」是「招呼」、「迎接」之意，「HD」是「High Definition」（高清）之意。2012年8月31日起，頻道名稱由「HiHD」更改為「公視HD」。
頻道重點與象徵圍繞著「高畫質（HDTV）」，這是由於當時2006年，台灣的高畫質電視頻道正處於初期部屬階段，因此政府積極實施測試與進行各式推廣體驗活動ㄕ，而為配合「數位高畫質廣電政策」HiHD 因此而起，透過公共電視與台灣政府合作而推行的高畫質測試項目之一

## 常用連結
- 關於HiHD | 公共電視HiHD頻道 - 看見全新視界 See the DIFFERENCE （页面存档备份，存于）
- HiHD頻道形象短片 - YouTube
- 公共電視官方網站 （页面存档备份，存于）